# Estación Pilar (San Martín)
Pilar es una estación ferroviaria ubicada en la localidad Homónima, Partido Homónimo, Provincia de Buenos Aires, Argentina.

## Historia
Fue inaugurada el 25 de marzo de 1888 como parte del trayecto Mercedes-Palermo del Ferrocarril Buenos Aires al Pacífico.

## Características
Posee tres andenes (dos plataformas) y un puente peatonal metálico techado entre ambas plataformas. En 2014 se elevaron los andenes para recibir a las nuevas formaciones. Frente a la estación existe un moderno centro de trasbordo con varias líneas de colectivos.

## Servicios
La estación corresponde a la Línea San Martín de los ferrocarriles metropolitanos de Buenos Aires que conecta las terminales Retiro y Domingo Cabred.
En 1978, con la desafección de Manzanares y Cabred del servicio suburbano, Pilar se transformó en la estación terminal de la Línea San Martín, hasta que estas dos estaciones volvieron a incorporarse al servicio diario en 2014.
Actualmente existen servicios cortos Cabred-Pilar, junto a los servicios Cabred-Retiro.
Es una estación intermedia del servicio de larga distancia Retiro-Junín.

## Galería

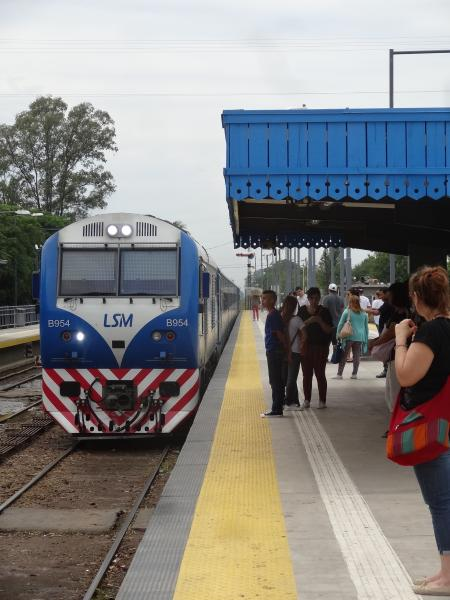
Formación arribando a la estación
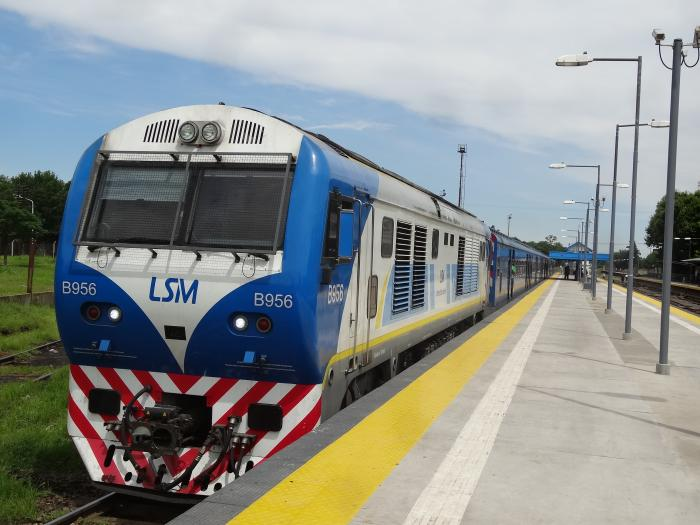
Formación partiendo de la estación